# Спиро Олчев
Спиро Иванов Олчев е български книжар и революционер, деец на Вътрешната македоно-одринска революционна организация.

## Биография
Олчев е роден на 25 декември 1870 година в Дърмени, Ресенско, в Османската империя, днес в Северна Македония. Брат му Христо Олчев е известен книжар в София. Завършва IV гимназиален клас в София.
Присъединява се към ВМОРО и през септември 1902 година влиза в четата на Славейко Арсов в Ресенско, като четник. По време на Илинденско-Преображенското въстание е войвода на Дърменската чета, с която се сражава на 27 юли при нападението на град Ресен, на 5 август при село Ехла, на 14 август при Покървеник и 15 септември при остров Град, Ресенско.
Изтегля се към Гърция, където е арестуван от гръцките власти. Лежи в затворите в Каламбака, Трикала, Волос, остров Халки, Пирея и Атина. От побоища осакатява с левия си крак.
Успява да стигне в София и през септември 1904 година събира чета от 32 души и отново заминава за Македония. При преминаването на Вардара при село Гявато четата води сражение, в което загива куриерът ѝ. Олчев пристига в Ресенско в края на януари 1905 година. В края на март 1905 година се сражава с османски части при калето на село Габреш, Костурско, а на Великден при Неред, Леринско.
След Младотурската революция в 1908 година се легализира и открива българска книжарница в Битоля, която съществува до окупацията на Битоля от сръбските части в 1912 година.
Олчев емигрира в Свободна България и се установява в София. На 16 февруари 1943 година, като жител на София, подава молба за българска народна пенсия, която е одобрена и пенсията е отпусната от Министерския съвет на Царство България.
Женен е за българската учителка и революционерка Анета Олчева.
Спиро Олчев умира на 23 април 1954 година в София. Негов личен архивен фонд се съхранява в Държавна агенция „Архиви“, а негови спомени – в Българския исторически архив (ф. 525, ДПЕ).